# George Brown Jr.
George Edward Brown Jr. (ur. 6 marca 1920 w Holtville, zm. 15 lipca 1999 w Bethesda) – amerykański polityk, członek Partii Demokratycznej.

## Działalność polityczna
Od 1954 do 1958 był burmistrzem Monterey Park. Od 1959 zasiadał w Zgromadzeniu Stanowym Kalifornii. Następnie od 3 stycznia 1963 do 3 stycznia 1971 przez cztery kadencje był przedstawicielem 29. okręgu, od 3 stycznia 1973 do 3 stycznia 1975 przez jedną kadencję przedstawicielem 38. okręgu, następnie do 3 stycznia 1993 przez dziewięć kadencji był przedstawicielem 36. okręgu, a od 3 stycznia 1993 do śmierci 15 lipca 1999 był przedstawicielem 42. okręgu wyborczego w Kalifornii w Izbie Reprezentantów Stanów Zjednoczonych.